# Acace d'Antioche de Pisidie
Pour les articles homonymes, voir Acace.
Acace, Acae, Acac ou Achate († 250) est un évêque d'Antioche fêté le 31 mars.

## Biographie
Il était évêque et fut arrêté pendant la persécution de l'empereur Dèce. Il était surnommé le « Bon Ange ». 
Dénoncé, il fut amené à Martianus, consulaire d'Antioche, lors des calendes d'avril. Après avoir été introduit, il n'a pas tari d'éloges envers Rome et son armée, l'empereur et l'empire. Toutefois, il refusera tout d'abord de faire un sacrifice en l'honneur d'Apollon, puis de souper au temple de Jupiter et de Junon avec le consul. Ce dernier fut ravi de la joute verbale fort courtoise qu'il eut avec Acace. Le consul conclut le procès d'Acace ainsi : « Tu seras ramené en prison, les pièces du procès seront transmises à l'empereur. Il décidera de ton sort ». 
L'empereur Dèce, ayant lu toute la procédure, s'intéressa à cette controverse, et même il ne put s'empêcher de sourire en la lisant. Peu de temps après il donna à Martianus la légation de Pamphylie. Quant à Acace, qu'il admira fort, il lui fit grâce.

## Origines
Ce personnage fut très probablement évêque d'Antioche de Pisidie, colonie romaine. La pièce originale du procès a dû être en langue grecque ; mais on ne la possède que dans la traduction, laquelle présente d'ailleurs de solides garanties d'authenticité. Le procès de saint Acace est très remarquable parce qu'il est clos par une grâce impériale.
Les sources ne correspondent pas pour préciser s'il était évêque de la ville d'Antioche en Pisidie dans la région de Carie, sur la rivière Méandre ou de celle qui était en Lydie proche de la Phrygie. Les martyrologes pensent qu'il est plus plausible que ce soit la Lydie en raison du très grand nombre de persécutions et de martyrs chrétiens. Il y a enfin la théorie d'Antioche de Cilisie aux limites de Pamphyle et de Pisidie, sur la rivière de Trague, au pied de la montagne de Crague.